# Guanajuato (thành phố)
Guanajuato là một thành phố và khu tự quản của México. Thành phố tọa lạc trong một thung lũng hẹp, khiến cho các đường phố ở đây nhỏ và ngoằn ngoèo, phần lớn là ngõ hẻm nhỏ xe hơi không đi được và vài phố nằm bên sườn núi. Nhiều tuyến phố một phần hoặc toàn bộ nằm ngầm. Trung tâm lịch sử thành phố là các tòa nhà, nhà thờ và công trình thời thuộc địa màu hồng hoặc sa thạch xanh lá cây, với các plaza nhỏ và. Thành phố này là thủ phủ bang Guanajuato, México. Thành phố là kết quả cuộc việc phát hiện các mỏ ở núi xung quanh nó. Thành phố có diện tích  km², dân số thời điểm năm là người. Thành phố lịch sử Guanajuato và các mỏ phụ cận được đưa vào danh sách di sản thế giới UNESCO năm 1988.

## Khí hậu
| Dữ liệu khí hậu của Guanajuato, Guanajuato (1951–2010)     | Dữ liệu khí hậu của Guanajuato, Guanajuato (1951–2010) | Dữ liệu khí hậu của Guanajuato, Guanajuato (1951–2010) | Dữ liệu khí hậu của Guanajuato, Guanajuato (1951–2010) | Dữ liệu khí hậu của Guanajuato, Guanajuato (1951–2010) | Dữ liệu khí hậu của Guanajuato, Guanajuato (1951–2010) | Dữ liệu khí hậu của Guanajuato, Guanajuato (1951–2010) | Dữ liệu khí hậu của Guanajuato, Guanajuato (1951–2010) | Dữ liệu khí hậu của Guanajuato, Guanajuato (1951–2010) | Dữ liệu khí hậu của Guanajuato, Guanajuato (1951–2010) | Dữ liệu khí hậu của Guanajuato, Guanajuato (1951–2010) | Dữ liệu khí hậu của Guanajuato, Guanajuato (1951–2010) | Dữ liệu khí hậu của Guanajuato, Guanajuato (1951–2010) | Dữ liệu khí hậu của Guanajuato, Guanajuato (1951–2010) |
| Tháng                                                      | 1                                                      | 2                                                      | 3                                                      | 4                                                      | 5                                                      | 6                                                      | 7                                                      | 8                                                      | 9                                                      | 10                                                     | 11                                                     | 12                                                     | Năm                                                    |
| ---------------------------------------------------------- | ------------------------------------------------------ | ------------------------------------------------------ | ------------------------------------------------------ | ------------------------------------------------------ | ------------------------------------------------------ | ------------------------------------------------------ | ------------------------------------------------------ | ------------------------------------------------------ | ------------------------------------------------------ | ------------------------------------------------------ | ------------------------------------------------------ | ------------------------------------------------------ | ------------------------------------------------------ |
| Cao kỉ lục °C (°F)                                         | 28.9 (84.0)                                            | 33.6 (92.5)                                            | 34.7 (94.5)                                            | 37.0 (98.6)                                            | 38.9 (102.0)                                           | 37.2 (99.0)                                            | 34.1 (93.4)                                            | 34.5 (94.1)                                            | 33.5 (92.3)                                            | 34.0 (93.2)                                            | 29.8 (85.6)                                            | 29.7 (85.5)                                            | 38.9 (102.0)                                           |
| Trung bình ngày tối đa °C (°F)                             | 22.3 (72.1)                                            | 24.1 (75.4)                                            | 27.1 (80.8)                                            | 29.4 (84.9)                                            | 30.6 (87.1)                                            | 28.7 (83.7)                                            | 26.9 (80.4)                                            | 26.8 (80.2)                                            | 26.1 (79.0)                                            | 25.5 (77.9)                                            | 24.2 (75.6)                                            | 22.6 (72.7)                                            | 26.2 (79.2)                                            |
| Trung bình ngày °C (°F)                                    | 14.6 (58.3)                                            | 16.0 (60.8)                                            | 18.4 (65.1)                                            | 20.8 (69.4)                                            | 22.3 (72.1)                                            | 21.7 (71.1)                                            | 20.5 (68.9)                                            | 20.4 (68.7)                                            | 19.9 (67.8)                                            | 18.6 (65.5)                                            | 16.6 (61.9)                                            | 15.0 (59.0)                                            | 18.7 (65.7)                                            |
| Tối thiểu trung bình ngày °C (°F)                          | 6.9 (44.4)                                             | 7.9 (46.2)                                             | 9.7 (49.5)                                             | 12.2 (54.0)                                            | 14.0 (57.2)                                            | 14.7 (58.5)                                            | 14.1 (57.4)                                            | 14.1 (57.4)                                            | 13.8 (56.8)                                            | 11.7 (53.1)                                            | 9.0 (48.2)                                             | 7.5 (45.5)                                             | 11.3 (52.3)                                            |
| Thấp kỉ lục °C (°F)                                        | −1.5 (29.3)                                            | −2.0 (28.4)                                            | 0.3 (32.5)                                             | 5.5 (41.9)                                             | 8.0 (46.4)                                             | 9.0 (48.2)                                             | 10.4 (50.7)                                            | 9.0 (48.2)                                             | 4.8 (40.6)                                             | 2.2 (36.0)                                             | −4.0 (24.8)                                            | −4.0 (24.8)                                            | −4.0 (24.8)                                            |
| Lượng mưa trung bình mm (inches)                           | 16.4 (0.65)                                            | 11.9 (0.47)                                            | 8.8 (0.35)                                             | 8.1 (0.32)                                             | 42.4 (1.67)                                            | 136.9 (5.39)                                           | 179.8 (7.08)                                           | 149.4 (5.88)                                           | 122.8 (4.83)                                           | 35.6 (1.40)                                            | 10.4 (0.41)                                            | 8.0 (0.31)                                             | 730.5 (28.76)                                          |
| Số ngày mưa trung bình (≥ 0.1 mm)                          | 2.8                                                    | 2.1                                                    | 1.8                                                    | 2.7                                                    | 7.1                                                    | 12.3                                                   | 15.7                                                   | 13.7                                                   | 10.6                                                   | 5.0                                                    | 2.2                                                    | 2.1                                                    | 78.1                                                   |
| Độ ẩm tương đối trung bình (%)                             | 61                                                     | 59                                                     | 54                                                     | 51                                                     | 57                                                     | 65                                                     | 70                                                     | 71                                                     | 70                                                     | 68                                                     | 65                                                     | 65                                                     | 63                                                     |
| Số giờ nắng trung bình tháng                               | 234.6                                                  | 224.6                                                  | 265.6                                                  | 261.1                                                  | 259.9                                                  | 210.4                                                  | 202.0                                                  | 220.5                                                  | 198.5                                                  | 244.2                                                  | 252.7                                                  | 218.1                                                  | 2.792,2                                                |
| Nguồn 1: Servicio Meteorológico Nacional (độ ẩm 1981–2000) |                                                        |                                                        |                                                        |                                                        |                                                        |                                                        |                                                        |                                                        |                                                        |                                                        |                                                        |                                                        |                                                        |
| Nguồn 2: NOAA (nắng 1961–1990)                             |                                                        |                                                        |                                                        |                                                        |                                                        |                                                        |                                                        |                                                        |                                                        |                                                        |                                                        |                                                        |                                                        |